# Botanomancja
Botanomancja – metoda wróżenia polegająca na interpretacji zachowania kwiatów, łodyg lub liści roślin (m.in. drzew, figowca, wrzosu, werbeny, szałwii, wawrzynu). 
Według jednego ze sposobów odczytywania wróżb z roślin na ich liściach zapisywano litery, po czym wystawiano je na działanie wiatru. Liście, które nie zostały porwane, zbierano, a z zapisanych na nich liter układano wiadomość. Rabelais wspomina o botanomancji w Pantagruelu.